# Helicostylis tovarensis
Helicostylis tovarensis är en mullbärsväxtart som först beskrevs av Kl. och Karsten, och fick sitt nu gällande namn av C. C. Berg. Helicostylis tovarensis ingår i släktet Helicostylis och familjen mullbärsväxter. Inga underarter finns listade i Catalogue of Life.